# Vajda János (színművész)
Vajda János (Budapest, 1960. február 20. –) magyar színész.

## Életpályája
1979-ben a Nemzeti Színház Stúdiójának volt a növendéke. A Színház- és Filmművészeti Főiskolán színészként végzett 1984-ben. 1984 és 1989 között a nyíregyházi Móricz Zsigmond Színházban játszott. 1989 óta szabadfoglalkozású művész.

## Színházi szerepeiből
- Szigligeti Ede: II. Rákóczi Ferencz fogsága… gróf Taun; I. udvaronc; Vay
- Gaal József: A peleskei nótárius… Sugár Laczi; Zajtay Sándor
- Molière: Úrhatnám polgár… Cléonte
- Fjodor Mihajlovics Dosztojevszkij – Kompolthy Zsigmond: Ördögök… Ivan Satov
- Miroslav Krleža: Galícia… Jankovich
- William Shakespeare: A windsori víg nők… Pistol
- Aiszkhülosz: Oreszteia… Püladész
- Franz Grillparzer: Bancbanus… Péter gróf
- Makszim Gorkij: Nyaralók… Dudakov
- Alekszej Nyikolajevics Arbuzov: Én, te, ő… Marat
- Németh László: Galilei… Rodolfo
- Bächer Iván: Ebéd… Pityu
- Gyurkovics Tibor: Bombatölcsér… Lengyelke

## Filmes és televíziós szerepei
- Nagyapáti Kukac Péter mennybemenetele (1999)